# نهى زعرب قعوار
نهى زعرب قعوار (1936-) هي أديبة وشاعرة ومؤرخة فلسطينية، وُلدت في مدينة الناصرة بتاريخ 18 مارس 1936، وهيَ متزوجة من بهجت قعوار، ولديها أربعة أبناء.

## حياتها
وُلدت نُهى في مدينة الناصرة بتاريخ 18 مارس 1936، ووالدُها مُنيب زعرب لبناني الأصل، أما والدتها فهيَ عزة قعوار وهي حفيدة طنوس قعوار أول رئيس لبلدية الناصرة. أتمت نُهى تعليمها الثانوي في المدرسة المعمدانية في الناصرة، وحصلت على الشهادة العامة في اللغات العربية والعبرية والإنجليزية من جامعة لندن، كما درست كتابة السيناريو والحوار للقصة، وحصلت على اللقب الأول في علوم اللاهوت والفلسفة وعلم النفس.
كتبت نُهى في عدد من الصحف والمجلات في بداية حياتها تحت اسم مستعار «بنت الناصرة» وذلك لِخجلها وعدم رغبتها بظهور اسمها الحقيقي في الصحف وفي الإذاعة الإسرائيلية، كما كتبت بعض القصائد باللغة العبرية، وتُرجم عدد من قصائدها إلى اللغة الإنجليزية، وقد ألقت عدداً من المحاضرات في داخل فلسطين وخارجها، وتعمل في عدد من المنظمات التطوعية الدولية.
أدرج اسم نُهى في المؤسسة الأمريكية للسيرة الذاتية، حيثُ حصلت منها على شهادة «القادة المميزين عالمياً»، كما حصلت على شهادة «السجل الذهبي للإنجازات»، وفي عام 2002 حصلت على جائزة الإبداع، وقد قام التلفزيون الهولندي بتصوير فيلم عن حياتها.

## العضوية
تقلدت نُهى عدداً من المَناصب، وَمِنها:
- رئيس النادي النسائي الناصري.
- رئيس الاتحاد النسائي للسلام العالمي.
- عضو اللجنة العالمية للعمل التطوعي في سويسرا.
- عضو اللجنة التنفيذية للجمعية العالمية للتآخي بين الأديان.
- عضو اللجنة التنفيذية لرابطة الكتاب الفلسطينيين.
- عضو جمعية أنصار الأدب العالمية.
- رئيسة الحركة العالمية للنساء من أجل الحق.
- رئيسة نادي خريجي المدرسة المعمدانية في الناصرة.
- عضو اللجنة التنفيذية للصداقة العربية الفرنسية.
- عضو الجمعية العالمية للتنسيق والاستشارة بين الأديان.

## مؤلفاتها
أصدرت نُهى عدداً من المجموعات الشَعرية، وِمنها: «هتاف الكبرياء»، «وهج اليراع»، «شجرة المجد»، «معزوفة الكلمات»، «كلماتي»، «مذكراتي عن حرب العراق»، «شريط الذكريات»، «سيرة حياتي»، «حكايا السباط».
كما أصدرت عدد من كتب الأطفال مِثل: «النسر الأسود»، «الشارع الغاضب»، «العين الماسية»، «ليلة عيد»، «ليلى تعبر الشارع»، «الأميرة ساندريلا».
يُعتبر كتاب تاريخ الناصرة من أهم الكُتب التي أصدرتها نُهى، وهو عبارة عن موسوعة عن تاريخ الناصرة من احتلال واستسلام ومعاناة أهلها على مدى العُصور.

## روابط خارجية
- الموقع الرسمي